# Успенський собор (Мукачево)
Собор Успіння Пресвятої Богородиці — діюча греко-католицька церква у місті Мукачевому, конкафедральний собор Мукачівської греко-католицької єпархії — до храму приїжджає єпископ на другий день всіх головних християнських свят.

## Історія храму

### Сто років будови та перебудови
Мукачеве було центром греко-католицької єпархії до 1780 року, коли єпископ Андрій Бачинський переніс резиденцію в Ужгород.

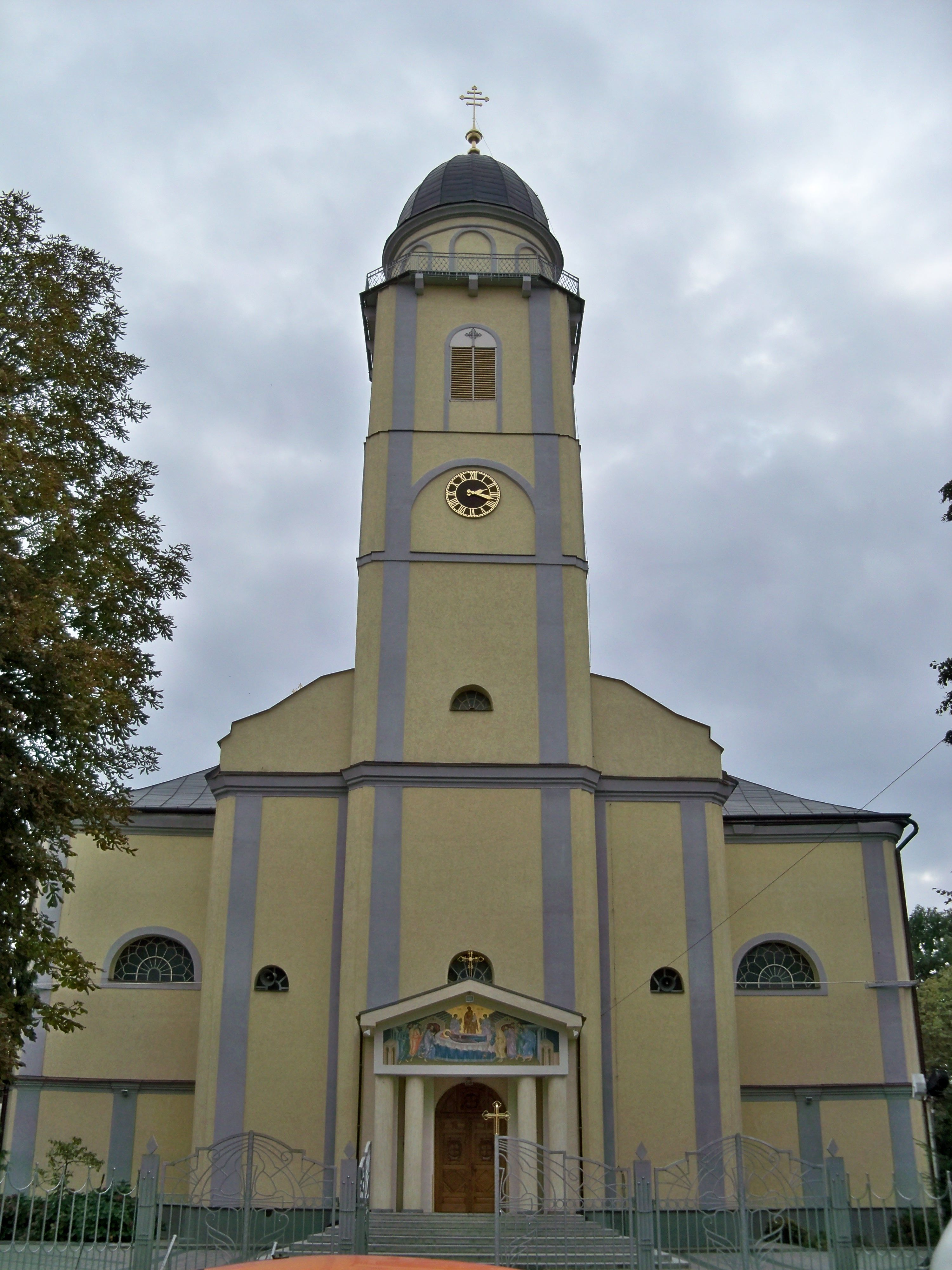
Головний фасад

Коли в середині 18 ст. постало питання про реконструкцію мукачівського монастиря, 13 вересня 1752 року угорська придворна канцелярія за дорученням імператриці Марії Терезії виділила єпископу Мануїлу Ольшавському дві тисячі золотих, до яких додала пізніше ще 1500 гульденів, на спорудження нової резиденції єпископа на ділянці, подарованій графом Шенборном. Наріжний камінь заклали в 1753 році, але єпископ запланував занадто великий будинок, який не добудували і до його смерті 1767 року. Того ж року наступник Ольшавського єпископ Іван Брадач наскоро завершив у незакінченому будинку чотири кімнати. — На той час стара церква вже не вміщала всіх вірників.
У 1800 році, за єпископства Андрія Бачинського, виникла ідея перебудувати на храм недобудований єпископський будинок. 22 лютого 1804 року єпископ Бачинський оформив документи про передачу будови громаді. Робітники розібрали внутрішні стіни, однак через нестачу коштів робота припинилася. Громада кілька разів марно зверталася до міських властей, а в 1830 році подала до адміністрації комітату скаргу про те, що в Мукачевому більшість населення становлять греко-католики, але міська влада належить до іншої конфесії і не дає навіть дерева на дах церкви. Будівництво розпочалося завдяки зусиллям ревного священика, вченого і будівничого Василя Довговича, який домігся дотації та виконав план реконструкції. 8 вересня 1829 року з південного боку споруди заклали фундамент святилища, а з північного — фундамент вежі.
У 1834 році церкву покрили дахом. Грішми і матеріалами допоміг також єпископ Олексій Повчій. У 1837 року куратор Василь Балла просив у місцевих властей допомоги грішми й матеріалами, щоб зробити вищою ще не готову вежу. Вирішили, що вежа одночасно служитиме пожежній службі для спостереження, за що дзвонар матиме окрему платню. Вежа мала бути заввишки 21 сажень, на неї потрібно було 35 ц заліза. Священиком тоді був Ієронім Гайду. Згодом роботи припинилися, а під час угорської революції 1848 року храм використовували як склад. Закінчували будівництво за священика Іоана Дешка.
У 1850-х роках цісар Франц Йосиф асигнував на закінчення будівництва храму 6300 форинтів із релігійного фонду. 27 серпня 1859 року єпископ Василь Попович висвятив храм, який уміщував 2000 вірників. Вкриту бляхою турню обладнали галереєю для спостережень. Намісні образи в людський зріст до білого з позолотою іконостасу намалював відомий ужгородський художник Ф. Видра. На місці розібраного старого кам'яного храму в 1863–1867 роках збудували поверхову фару.

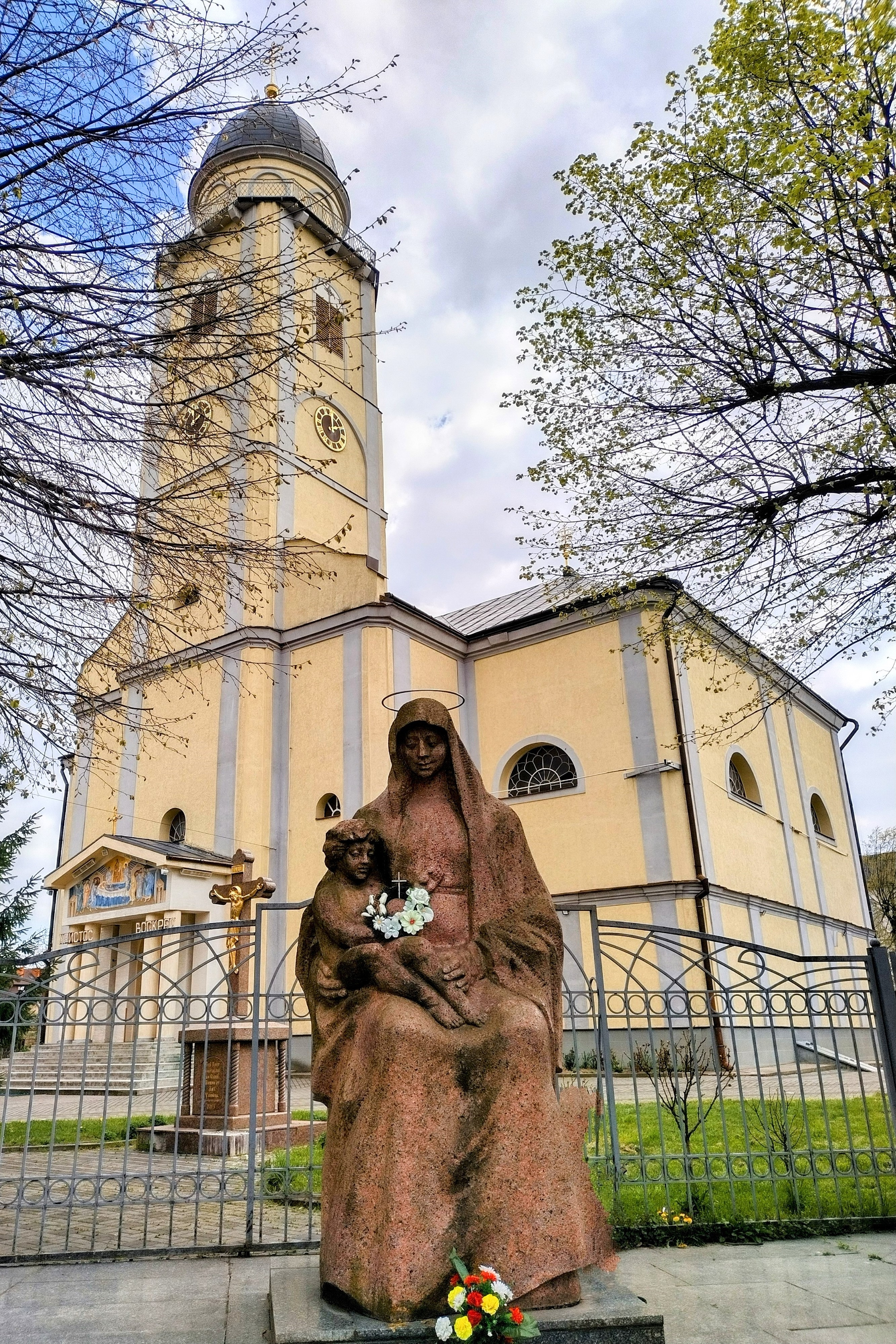
Скульптура Матері Божої з немовлям Ісусом перед собором

### Оздоблення храму
По завершення будівництва настав другий етап: збирання коштів для оздоблення інтер'єру та придбання необхідних речей. Кошти надійшли від цісаря (1300 форинтів), від фонду єпископа, від бобовищанського пароха Михайла Лихварчика (100 форинтів), від графа Шенборна (200 форинтів і матеріали на 500 форинтів) та 100 форинтів від міста. Зробили свій внесок єпископ Василь Попович та землевласник Петро Черський, які забезпечили вівтарі та дзвони, що їх відлили у Пряшеві, люстри та інші речі.
Годинник для вежі виготовили у Мюнхені. Вівтарний образ та ікони для іконостасу, який коштував 5 тисяч форинтів, намалював художник Мікловші (Михайло Змій-Миклошик), а стіни розписали біблійними сюжетами єпархіальний живописець Юлій Корнило-Фенцик та маляр Андрій Мікловда в 1892-1893 роках.
У цій роботі священика підтримували Іван Лукач, Ілля Моринець, Михайло Грабар, Йосиф Пастелій, головний куратор Августин Попович та допоміжний священик Бертолон Галактович. Розмальовану церкву освятив єпископ Юлій Фірцак 3 жовтня 1894 року.

### Радянський період
Після приходу радянської влади, у 1947 році церкву Успіння Пресвятої Богородиці підпорядкували Московському православному патріархату. У Мукачевому репресували священиків Євменія Дулишковича, Михайла Микулу, Олександра Ільницького, Степана Тиводара. Два останні померли в концтаборах.

### Повернення греко-католикам
У 1992 році храм повернули греко-католикам. Православні віряни усе оздоблення перенесли в нову православну церкву. Після передачі храму восени 1993 року собор був повністю пустим, навіть без батарей опалення, та вандальськи пошкоджений — всередині нього було запалено автомобільні шини. Уціліла лише центральна лита люстра 1905 року, яка була чорна від кіптяви і на вигляд не мала жодної цінності.
По тому у 1990-х роках тривало відновлення храму. У 1996 році було укріплено його стіни.
Настоятелем з кінця лютого 2001 року є отець Йосип Ловска. З 2002 — парох.
У 2002 році, коли під час служби поруч з вірянами зі стелі храму впав великий шматок штукатурки, він розгорнув капітальний ремонт. За його словами, у 1950-их роках православні хазяї зробили ремонт, у якому штукатурку було вкрито масляними фарбами, від яких вона «пропотіла» і почала поступово відпадати.

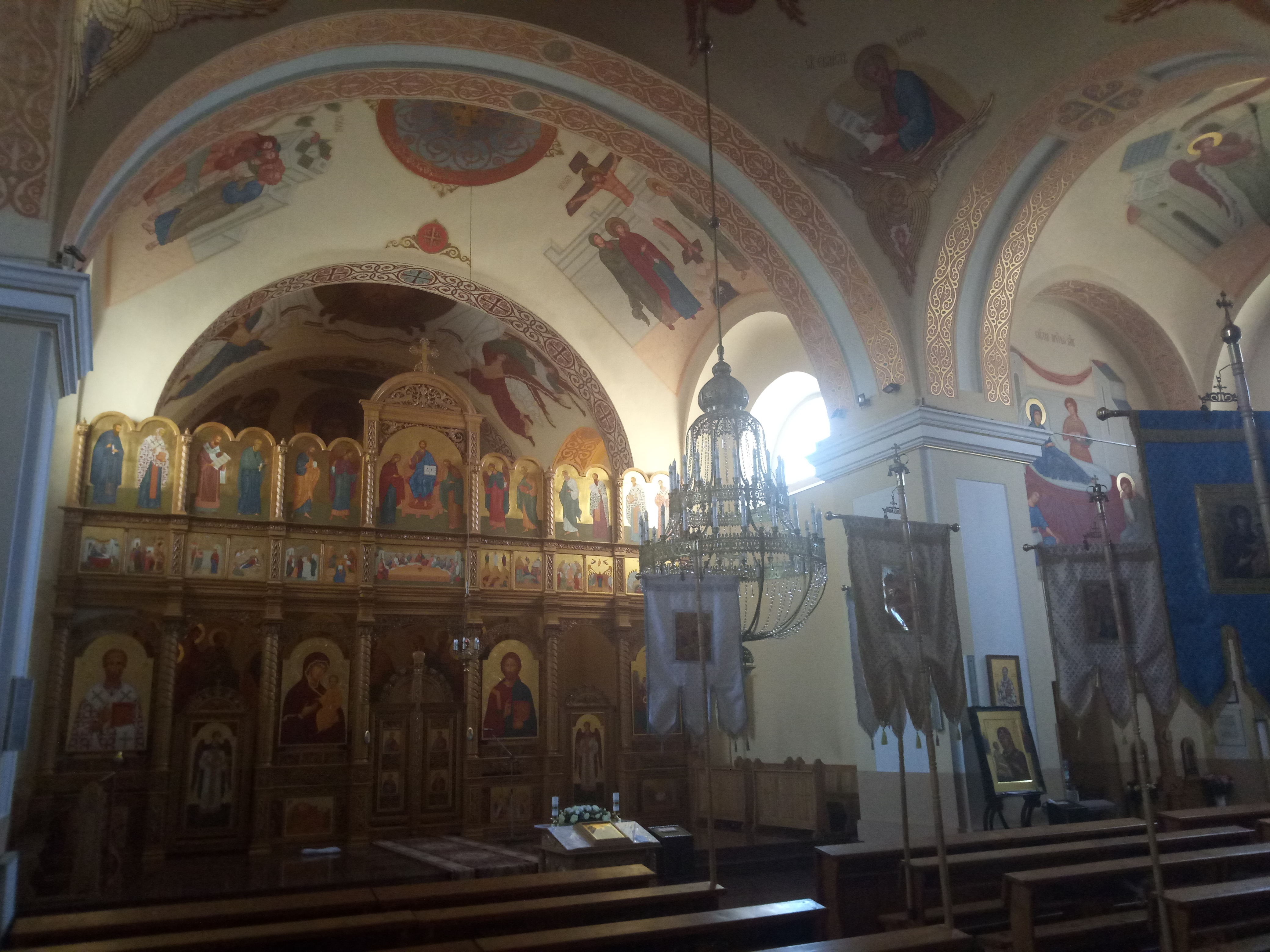
Головний іконостас

Під час відновлення всередині було наново зроблено електрику, штукатурку, іконостас, розпис, підлогу; зовні було відновлено дах та фасад. Відновлення тривало до 2009 року. У 2010 році було освячено іконостас. Розписи у храмі, проект іконостасу та ікони написали митці Асоціації Сакрального Мистецтва м.Львів під керівництвом магістра іконопису Святослава Владики у неовізантійському стилі.

## Святині
Серед святинь храму:
- часточка Животворного Хреста (в іконі Животворного Хреста), яка була принесена з Риму;
- копія Туринської плащаниці;
- копія Чудотворної Мукачевської ікони Богородиці (Ікона Мукачівської Пречистої Богородиці), (оригінал знаходиться у монастирі Василіан). У 2005–2006 роках, коли був ювілей 80 років передачі ікони з Риму, ця копія обійшла всі парафії Мукачевської греко-католицької єпархії.[3]